# Paulo Nogueira Neto
Paulo Nogueira Neto (18 avril 1922 – 25 février 2019) était un environnementaliste brésilien. Il a dirigé la première agence environnementale fédérale au Brésil, l'ancêtre de l'actuel Ministère de l'Environnement. Il était également membre de la Commission Brundtland des Nations unies sur l'Environnement et le Développement. Il a eu une influence majeure sur la législation environnementale brésilienne.

## Premières années
Paulo Nogueira Neto est né dans la ville de São Paulo, au Brésil, le 18 avril 1922. Il venait d'une famille renommée qui incluait le naturaliste italien Domenico Vandelli (1735–1816), le leader indépendantiste José Bonifácio de Andrada (1783–1838) et le quatrième président du Brésil, Manuel Ferraz de Campos Sales (1841–1913). Ses parents étaient Paulo Nogueira Filho et Regina Coutinho Nogueira. Son jeune frère, José Bonifácio Coutinho Nogueira, devint Secrétaire de l'Agriculture (1959–1963) sous le gouverneur de São Paulo de l'époque, Carvalho Pinto,.
Nogueira Neto a fait son éducation secondaire au gymnase de São Bento à São Paulo. Sa famille possédait une ferme à Campinas. Ils étaient amis avec plusieurs propriétaires de la région, incluant Manoel Ribeiro do Valle, qui élevait des abeilles sans dards et qui allait devenir le beau-père de Nogueira Neto. Nogueira Neto s'est engagé comme volontaire dans la cavalerie durant la Seconde Guerre mondiale (1939–45), mais n'eut pas à servir sur un autre continent. En 1944 il marie Lucia Ribeiro do Valle. Ils eurent trois enfants, Paulo Júnior, Luiz Antônio et Eduardo Manoel. En 1945, il a gradué de la faculté de droit de l'Université de São Paulo (USP) avec un diplôme en Sciences légales et sociales.

## Biologiste
En 1954, Paulo Nogueira Neto fonda l'Association pour la Défense de l'Environnement (ADEMA-SP: Associação de Defesa do Meio Ambiente), l'une des premières organisations environnementales du Brésil. Il retourna à l'USP pour y étudier l'histoire naturelle, et en 1963 il fit sa soutenance de thèse de doctorat sur l'architecture des nids d'abeilles. Il devint un professeur au département de zoologie de la même université. Vers la fin des années 1960, il était à la tête d'un groupe d'environ 30 professionnels à l'Association Paulista des Biologistes (APAB) qui militèrent pour la création du Conseil Fédéral de Biologie (CFBio). Il devint le premier président du conseil. Nogueira Neto devint un spécialiste des comportements animaux, des écosystèmes terrestres et des changements climatiques. Il aida à la création du département d'écologie générale de l'Institut de Biosciences de l'USP.

## Secrétaire de l'Environnement
En 1974, Paulo Nogueira Neto est désigné chef du Secrétariat Spécial pour l'Environnement (SEMA), et conserva cette position dans les gouvernements ultérieurs pour douze ans et demi. Il s'agissait de la première agence environnementale fédérale du Brésil. Le SEMA était une unité du Ministère de l'Intérieur, devant se contenter de 1% du budget ministériel. Nogueira Neto se rappelait qu'au début, il avait cinq employés et trois pièces pour s'occuper des problèmes environnementaux de l'ensemble du pays. À deux reprises il reçut des offres pour rejoindre le parti du gouvernement, mais refusa chaque fois, ne voulant pas être impliqué dans la politique. Nogueira Neto fut l'architecte d'une législation environnementale de base qui reçut une approbation quasi unanime de la part du gouvernement et de l'opposition. Il fut l'architecte de la Loi 6.938 sur la Politique Environnementale Nationale du 31 août 1981, qui établissait les fondations administratives, légales et techniques du Ministère de l'Environnement (MMA).
Le SEMA débuta un programme de stations écologiques (ESECs), une catégorie qui fut formellement définie par la loi 6.902 du 27 avril 1981. La création de ces unités était définie comme un objectif spécifique dans la Loi sur la Politique Environnementale Nationale. L'objectif était d'établir un réseau de réserves sur des territoires fédéraux, provinciaux ou municipaux qui permettraient de préserver des échantillons représentatifs de tous les écosystèmes brésiliens. Sept territoires furent choisis dans l'Amazone, mais un seul, la Station Écologique de Taiamã, se retrouva dans le biome du Pantanal. Durant l'administration de Nogueira Neto, un total de 3 millions d'hectares (7 400 000 acres) de stations écologiques et de réserves écologiques furent créées, en plus de 1,5 million d'hectares (3 700 000 acres) d'aires de protection environnementales. Il fonda aussi le Conseil National de l'Environnement (CONAMA) en plus d'en être le premier président, et fut Secrétaire de l'Environnement au Gouvernement du District Fédéral.

## Carrière antérieure
Paulo Nogueira Neto était membre de la Commission Brundtland des Nations unies sur l'Environnement et le Développement, dirigée par la norvégienne Gro Harlem Brundtland, de 1984 à 1987. À une occasion, la Commission alla visiter l'Amazonie quelques jours après que le gouverneur d'Amazonas, Gilberto Mestrinho, ait dit qu'il était complètement insensé d'essayer de protéger les forêts, qui ne pourraient de toute façon pas s'épuiser en 1 000 ans. Certains membres refusèrent de prendre part au dîner officiel, mais Nogueira Neto réussit à calmer tout le monde et le dîner fut un succès. Quand il joignit la Commission Brundtland, la clé du problème environnemental paraissait être la croissance démographique mondiale, avec une population qui, en se basant sur les tendances de l'époque, pourrait doubler en 36 ans. L'explosion démographique était due à la pauvreté et la Commission vit le «développement économique durable», ou plus simplement «développement durable» comme étant la solution, un terme désormais utilisé couramment.
Nogueira Neto fut élu à deux reprises Vice président du Programme sur l'Homme et la Biosphère de l'UNESCO. Il fut vice président de la fondation SOS Mata Atlântica et de la WWF du Brésil. En 2010, à l'âge de 88 ans, il fut honoré professeur émérite à l'Institut de Biologie de l'Université de São Paulo, membre de la Chambre technique des Unités de conservation du CONAMA (le Conseil National de l'Environnement), et président de la Fondation pour la forêt de l'État de São Paulo. Il se montra généralement optimiste quant aux problèmes environnementaux dans une entrevue réalisée en 2010, bien qu'il voyait encore de sérieux problèmes comme la déforestation dans le Minas Gerais.
Nogueira Neto reçut plusieurs prix et distinctions, notamment l'Ordre de la Croix du Sud, l'Ordre d'Ipiranga, le Commandement de l'Ordre de Rio Branco, le prix Fritz Müller, le prix J. Paul Getty pour la conservation de la faune sauvage, ainsi que le prix du Duc d'Édimbourg pour la conservation de la WWF. En novembre 2008, la médaille Rocha Lima lui est accordée lors de la 12e rencontre annuelle de l'Institut de Biologie de São Paulo. Il est mort le 25 février 2019 à São Paulo à l'âge de 96 ans.

## Publications
Les publications de Nogueira Neto incluent  :
- Paulo Nogueira Neto (1970), Animais Alienigenas – Gado Tropical – Areas Naturais e Outros Assuntos, Editora Tecnapis, p. 256
- Paulo Nogueira Neto (1973), A Criação de Animais Indígenas Vertebrados, Sāo Paulo: Edições Tecnapis
- Paulo Nogueira Neto (1984), O Comportamento Animal e as Raízes do Comportamento Humano, Editora Tecnapis, p. 230
- Paulo Nogueira Neto (1990), Mar de Dentro, Araquém Alcântara, photographs, Empresa das Artes
- Paulo Nogueira Neto; Alex Soletto (1993), Do Taim ao Chuí: Da Barra do Rio Grande as Terras e Águas do Arroio Chuí
- Paulo Nogueira Neto (1991), Estações Ecológicas – uma Saga de Ecologia e de Política Ambiental, Empresa das Artes, p. 103
- Paulo Nogueira Neto (1992), Ecological Stations, Dba
- Paulo Nogueira Neto (2010), Uma Trajetória Ambientalista, Empresa Das Artes